# Clerc (christianisme)
Pour les articles homonymes, voir Clerc.
Un clerc est un membre du clergé de plusieurs confessions chrétiennes. 
Au sein de la religion catholique, on distingue les clercs réguliers et les clercs séculiers.
Dans le monde anglophone, on appelle clergyman un clerc anglican.
Un clerc est un personne qui suit une vocation partant du principe qu'il s'agit du fait que la nomination vient de Dieu, il s'agit d'un appel spirituel. Le principe de la vocation prend en compte la pureté des intentions, la science, la vertu, l'esprit de désintéressement.

## Congrégations et ordres religieux
- Les Clercs de Saint-Viateur ou Viatoriens ;
- Les Clercs réguliers de la Mère de Dieu ;
- L'ordre des Clercs réguliers pour les malades ou ordre des Clercs réguliers ministres des infirmes ;
- Les Clercs réguliers mineurs.